# Peter Hegglin

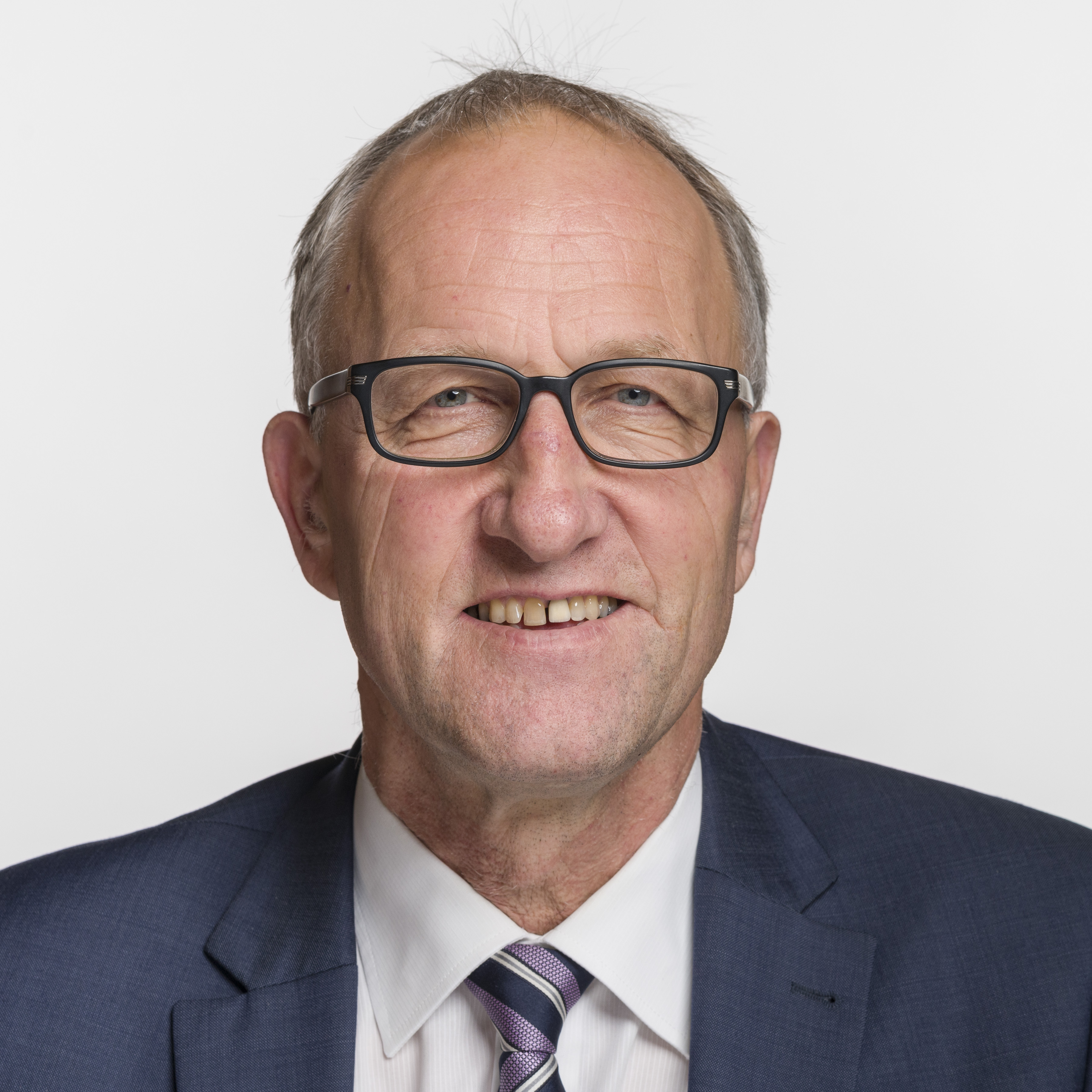
Peter Hegglin (2019)

Peter Hegglin (* 25. Dezember 1960 in Edlibach, Gemeinde Menzingen; heimatberechtigt in Menzingen) ist ein Schweizer Politiker (Die Mitte, vormals CVP).

## Biografie
Hegglin ist gelernter Landwirt mit eidgenössischem Meisterdiplom und war von 1987 bis 2002 Betriebsleiter. Er wirkte von 1994 bis 2002 als Präsident des Zuger Bauernverbandes und von 1996 bis 2002 als Vizepräsident des Schweizerischen Bauernverbandes.
Von 1995 bis 2002 war Hegglin Vizepräsident der Landi Zug, von 2003 bis 2016 Verwaltungsrat der Rheinsalinen. Als Nachfolger von Markus Zemp wurde er 2017 Präsident der Branchenorganisation Milch (kurz: BOM oder auch BO Milch). Ebenfalls 2017 wurde er Präsident der Sbrinz Käse GmbH (Sortenorganisation Sbrinz).
Hegglin ist verheiratet, hat vier Kinder und wohnt in Edlibach. Während der COVID-19-Pandemie erkrankte er im Juni 2021 schwer an COVID-19 und lag für sechs Tage auf der Intensivstation.

## Politik
Von 1991 bis 2002 war er Zuger Kantonsrat und in dieser Funktion Präsident der Raumplanungskommission und Chef der CVP-Fraktion. Von 2000 bis 2002 fungierte er ausserdem als Gemeinderat (Exekutive) und Bauchef von Menzingen. Von 2000 bis 2003 gehörte er der Beratenden Kommission für Landwirtschaft des Bundesrates an.
Im Januar 2003 übernahm Hegglin als neu gewählter Zuger Regierungsrat die Finanzdirektion. 2006, 2010 und 2014 wurde er in seinem Amt bestätigt, alle Male mit dem besten Resultat. Im Amtsjahr 2009/2010 präsidierte er als Landammann den Regierungsrat. Von 2008 bis 2013 war er Vizepräsident der Konferenz der kantonalen Finanzdirektorinnen und Finanzdirektoren (FDK), von Mitte Mai 2013 bis Januar 2016 amtete er (als Nachfolger von Christian Wanner) als deren Präsident.
Bei den Wahlen im Herbst 2015 wurde er im ersten Wahlgang in den Ständerat gewählt, worauf er aus dem Regierungsrat zurücktrat. Sein dortiger Sitz wurde von Martin Pfister übernommen. Bei den Ständeratswahlen 2019 und 2023 wurde Hegglin bestätigt.
Im Juni 2024 sagte Hegglin im Ständerat, die Ukraine und die NATO trügen eine Mitschuld am Krieg mit Russland, was im Rat, in seiner Partei und in vielen Schweizer Medien zu Kritik führte, dergemäss Hegglin die russische Perspektive übernehme. Hegglin erklärte, er habe zur Mässigung aufrufen wollen.